# Association artistique cinématographique
L'Association artistique cinématographique, en japonais Eiga geijutsu kyōkai (映画芸術協会) est une organisation fondée en 1948 par les réalisateurs Akira Kurosawa, Kajirō Yamamoto, Mikio Naruse et Senkichi Taniguchi. Ils seront rejoints plus tard par le producteur Sōjirō Motoki.